# Leucobryum arfakianum
Leucobryum arfakianum là một loài Rêu trong họ Dicranaceae. Loài này được Müll. Hal. ex Geh. mô tả khoa học đầu tiên năm 1898.